# Murale di Juan Gabriel
Il Murale di Juan Gabriel, (Mural de Juan Gabriel in spagnolo), è un murale ubicato nel centro storico della città di frontiera di Ciudad Juárez, nello stato di Chihuahua, in Messico.

## Storia
Situato nel centro storico di Ciudad Juárez, il Murale di Juan Gabriel è il frutto dell'iniziativa di alcuni privati cittadini, che decisero di regalare al "Divo de Juárez", questo disegno. Venne realizzato sulla facciata sinistra dell'ex-hotel Koper, un albergo di otto piani, già chiuso da tempo, l'iniziativa, oltre a voler rendere omaggio al cantante, (che era ancora vivo all'epoca), era volta a migliorare il centro storico di Ciudad Juárez, che all'epoca era parecchio deteriorato. Con l'approvazione del comune, venne così decisa la realizzazione del murale sull'edificio più alto della zona, ubicato sull'Avenida Juárez quasi all'angolo con Calle Abraham González, una strada che collega il centro storico con il ponte internazionale "Paso del Norte", ed El Paso, (Stati Uniti), frequentatissima da turisti sia locali che stranieri. La realizzazione dell'opera venne affidata a Arturo Damasco, muralista messicano di fama internazionale, autore di numerosi murales, in Messico e anche all'estero in paesi come Spagna, Italia, Danimarca, Svezia, Slovenia, Germania, Taiwan, e Stati Uniti. Il murale è alto 36 metri, largo 11 e misura 400mt2, l'artista lavorò 10 giorni per realizzarlo, venne infine inaugurato il 27 marzo 2015, alla presenza di numerosi cittadini e dello stesso Juan Gabriel. Secondo lo stesso Arturo Damasco, dopo l'inaugurazione il cantante rimase talmente impressionato dal dipinto che gli commissionò un totale di altre 72 opere.

## Attualità

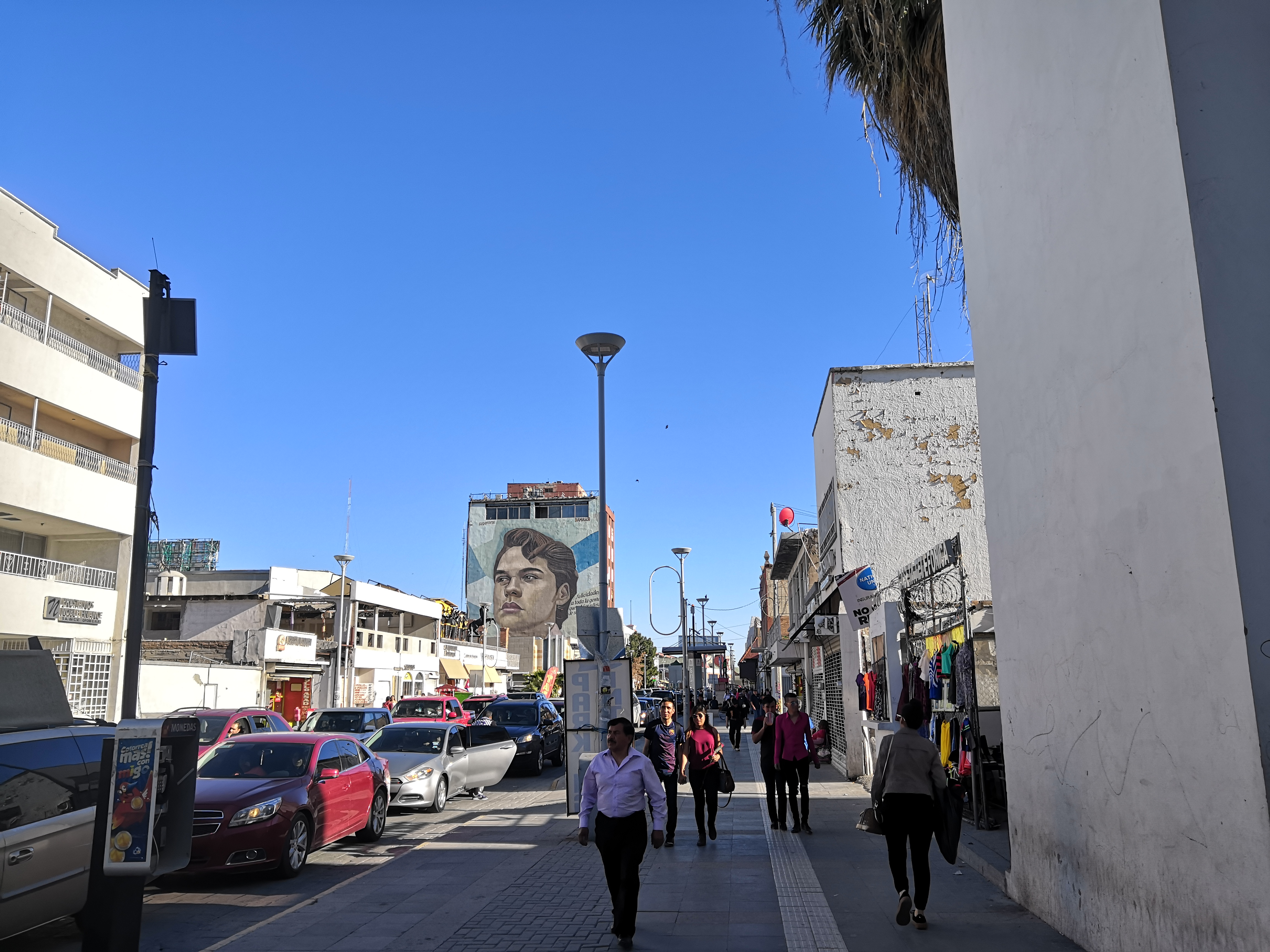
Avenida Benito Juárez, e il Murale di Juan Gabriel nel 2019

Il murale è stato restaurato nell'agosto del 2022, dallo stesso artista Arturo Damasco, consumando circa 180 litri di vernice. Il restauro è terminato il 28 agosto 2022. Durante la notte il murale è illuminato da  un gioco di luci azzurre.

## Altre risorse
- Ciudad Juárez pagina della città
- Stato di Chihuahua pagina dello stato di Chihuahua